# Gobernador Duval
Gobernador Duval es una localidad del departamento Curacó, en la provincia de La Pampa, Argentina. Su zona rural se extiende también sobre el departamento Lihuel Calel. Se encuentra sobre las costas de la margen norte del Río Colorado.

## Población
Contó con 413 habitantes (Indec, 2010), lo que representó un incremento del 101,4% frente a los 205 habitantes (Indec, 2001) del censo anterior.
El censo nacional 2022 arrojó 562 habitantes y 345 viviendas.
| Gráfica de evolución demográfica de Gobernador Duval entre 1991 y 2022 |
|                                                                        |
| Fuente: Censos nacionales del INDEC                                    |